# Turčianska Štiavnička
Turčianska Štiavnička je obec na Slovensku v okrese Martin. V roce 2017 zde žilo 940 obyvatel. První písemná zmínka o obci pochází z roku 1477.

## Poloha
Obec leží v podhůří Velké Fatry při ústí Kantorské doliny do Turčanské kotliny, asi 9 km východně od okresního města Martina. Obcí protéká Kantorský potok, přítok Váhu.

## Osobnosti obce
Narodili se zde:
- Ján Kostra – slovenský básník, malíř, esejista, autor literatury pro mládež a překladatel
- Juraj Kalnický – básník, prozaik, překladatel; v civilním povolání univerzitní pedagog

## Památky

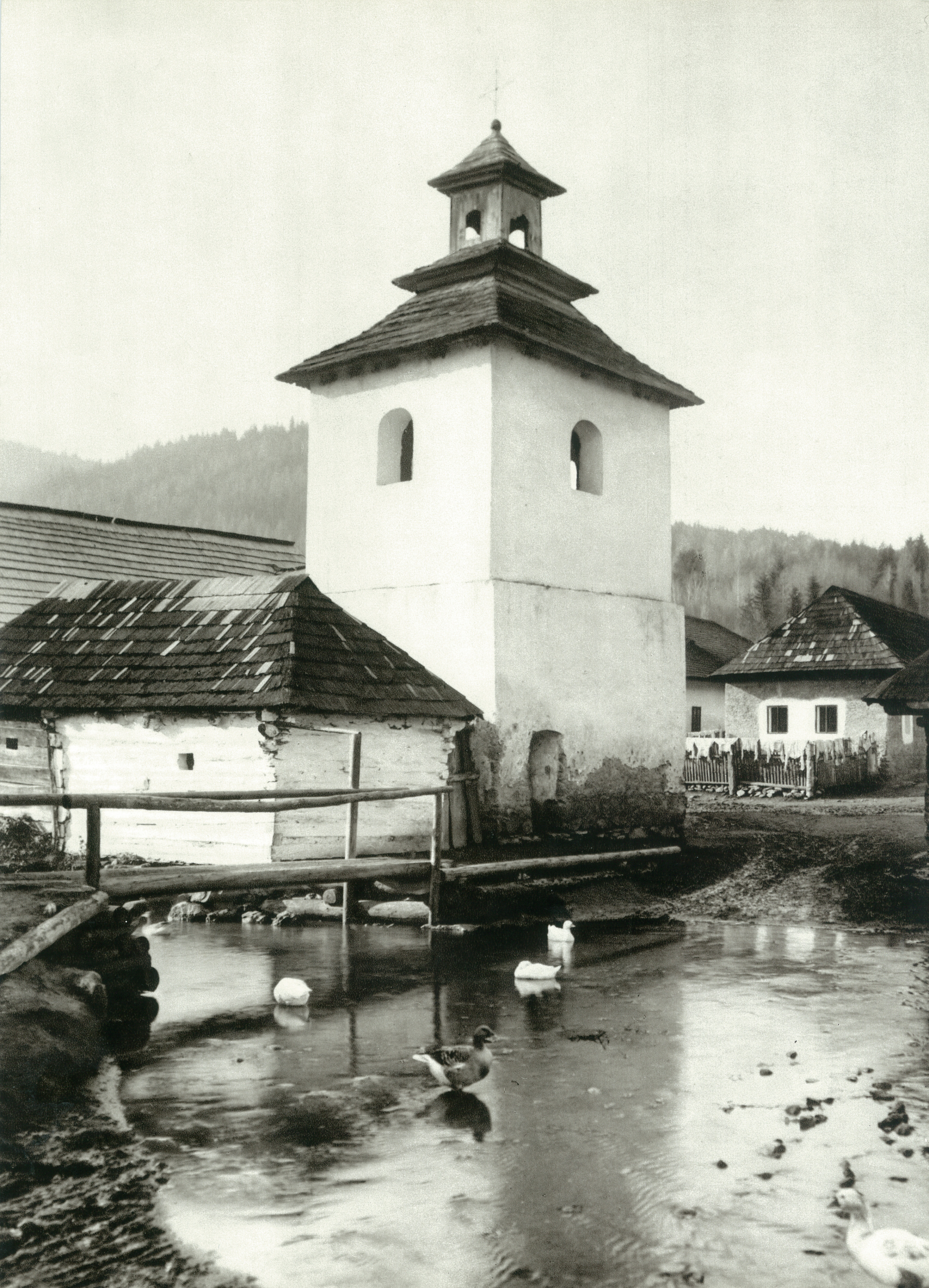
Zvonice před dostavbou, přelom 19. a 20. století. Fotografie: Pavel Socháň

- Renesanční zámek z druhé poloviny 16. století
- Anglický park s oranžerií patřící k zámku